# Wiston Castle
Wiston Castle (walisisk: Castell Cas-wis) er en motte and bailey-fæstning i landsbyen Wiston, Pembrokeshire i det sydvestlige Wales. Det er et af de bedste eksempler på denne type fæstning i Wales. Både borgen og landsbyen blev grundlagt af den flamske bosætter Wizo, der fik tildelt landet fra Henrik 1. af England, efter han havde fravistet det far den tidligere ejer, Arnulf de Montgomery ovenpå dennes oprør mo Hnerik.
Borgen blev erobret af waliserne ved flere lejligheder, men den blev hver gang generobret af englænderne. Den blev forladt i 1200-tallet, da ejeren flyttede til den næliggende Picton Castle.
Borgen ligger overfor St Mary Magdalene Church og borgbanken er ganske stejl. Den bliver drevet af Cadw, og det er en listed building af første grad.